# Sin razón
Sin razón (en inglés: "No Reason") es el vigésimo cuarto episodio de la segunda temporada de la serie estadounidense House. Fue transmitido el 23 de mayo de 2006 en Estados Unidos.

## Sinopsis
House discute con su equipo el caso de un paciente cuya lengua se ha inflamado hasta impedirle hablar, cuando un desconocido entra y dispara contra el médico. Cuando House despierta en la UCI, Cameron está a su lado esperando y le explica que la biopsia de la lengua dio negativo. Colocan al asaltante sedado junto a la cama del diagnosticador, y este se dirige al despacho de Cuddy para quejarse, mientras ordena a Cameron que haga la biopsia del ganglio inframandibular. En el despacho de la directora del hospital, House dice no sentir el dolor de la pierna a pesar del bajo nivel de morfina. Intrigado por las razones que lo motivaron a dispararle, vuelve a hablar con su agresor, quien le cuenta que por culpa del médico tuvo que confesarle a su mujer que le era infiel. La esposa, expaciente de House, terminó por suicidarse ante la noticia.
Cuando van a hacer la biopsia al paciente, la lengua se inflama todavía más, hasta que requiere una traqueotomía. La biopsia sigue dando negativo. En uno de sus paseos, el doctor House conoce a la que dice ser la mujer del paciente de la lengua inflamada que, según su lógica, está muy por encima de las posibilidades del afectado. Éste sufre una presión intracraneal tan fuerte que uno de sus ojos se enuclea. Al mismo tiempo, House cae inconsciente al abrirse uno de sus puntos.
House y el pistolero descubren mutuamente sus incoherencias en la sala que comparten. Durante un diferencial, el médico se entera de que el paciente está viudo, por lo que la mujer con la que llegó a hablar debía ser una alucinación. De esta manera comienza a pensar que algo no funciona bien en su cerebro.
House descubre que le fue administrada ketamina, y Cuddy confirma haber permitido su uso basándose en tratamientos experimentales que lo relacionaban con la interrupción del dolor. No obstante, el médico se enfada por pensar que sus problemas cerebrales se deben a este procedimiento.
Chase se anticipa a House pensando que el sistema linfático pulmonar debe ser la próxima estructura afectada en el paciente, de lo que el agresor deduce que las capacidades del médico están menguando.
La biopsia pulmonar da negativo. No parece haber razón alguna para que el enfermo presente todos esos síntomas. Al llevarle Chase al servicio, el paciente advierte un dolor en sus testículos y, cuando el joven le examina los genitales llenos de sangre, el escroto le estalla en la cara. 
Tras lo acontecido, House habla con Wilson sobre la lógica del caso de su paciente y ambos acaban debatiendo sobre sus recientes torpezas mentales. Wilson defiende a Cuddy, y House comprende que su amigo y la directora son cómplices en su tratamiento de la ketamina. Discutiendo con ambos, House agrede a Wilson y entonces entiende que está alucinando. Tras esto vuelve a despertar en la UCI junto al hombre que le disparó. En ese instante su equipo vuelve para seguir con el caso y House pide una cistoscopia del paciente. La prueba volverá a dar negativo y en esta ocasión, el médico, preguntándose cómo habrá llegado allí, les pide una biopsia de la linfa prostática.
House vuelve a visitar a Cuddy para dejar el caso dadas sus lagunas mentales, pero le pregunta por su tensión al verle entrar y ella le dice que temía que viniera con la misma actitud agresiva de antes, cuando fue con Wilson a su despacho. En ese instante House resuelve que está alucinando una vez más. Cuando despierta en la UCI otra vez, su agresor le sonríe.
Consciente de que la situación no es real, el médico habla con su enemigo en la calle. Así razona que para no causar ningún problema, debe inhibir cualquier acción. Dado que ninguna biopsia ofrece resultados, House propone a sus médicos sumergirse en el paciente para conseguir algo. Tras demostrarle al paciente que el instrumento mecánico es preciso, este accede a que lo empleen en él. 
El agresor de House comienza a hablar y el médico comprende que la que decía ser la mujer de su paciente es en realidad la mujer del agresor que le ha disparado, que se suicidó. Creyendo entender todo lo que ocurre por fin, House toma los mandos del robot y, destruyendo la lógica de lo que piensa que es una alucinación, asesina con él al paciente. Éste deja caer de su mano una bala. Al instante, House despierta siendo llevado en la camilla después del disparo. Le pide a Cameron que Cuddy le administre ketamina en la intervención.

## Diagnóstico
Nada es real, es producto de caer inconsciente tras el disparo. El paciente del sueño sufre cáncer de testículo. 

## Citas
House: -Tiene treinta y nueve y medio de temperatura
Foreman: -¿Y por qué nos preocupa?
House: -Porque somos seres humanos, es nuestro asunto.